# Paul Michot
Paul Michot (né à Gembloux le 19 janvier 1902, décédé à Embourg le 4 octobre 1999) est un géologue, stratigraphe et homme politique belge.

## Biographie
Paul Michot enseigne à l'Université de Liège, notamment au volcanologue Haroun Tazieff ; il semblerait qu'il ait défendu les théories d'Alfred Wegener, annonçant la tectonique des plaques.
En 1932, il participe à une expédition scientifique en Ruwenzori. Il est membre de l'Académie royale de Belgique.
Entre 1946 et 1949, il siègera au Sénat élu sur la liste du Parti communiste de l'arrondissement de Liège.